# Brycinus luteus
Brycinus luteus és una espècie de peix de la família dels alèstids i de l'ordre dels caraciformes.

## Morfologia
- Els mascles poden assolir 7,6 cm de longitud total.
- Presenta dimorfisme sexual.[3][4]

## Hàbitat
És un peix d'aigua dolça i de clima tropical.

## Distribució geogràfica
Es troba a Àfrica: conca del riu Volta.

## Estat de conservació
Les seues principals amenaces són la contaminació de l'aigua i les sequeres.